# Sean Rooney (Fußballspieler)
Sean Rooney (* 1. März 1989 in Blacktown) ist ein australischer Fußballspieler.

## Karriere
Rooney wurde 1989 im australischen Blacktown als Sohn eines Iren und einer Italienerin geboren. 16-jährig gab er sein Debüt im Erwachsenenbereich für die Blacktown City Demons in der NSW Premier League, nachdem er sich gegen ein Stipendium am NSW Institute of Sport entschied, um regelmäßig im Ligabetrieb spielen zu können, um sich dort für die Profiliga A-League empfehlen zu können. Im Mai 2007 nahm der australische Ableger des Fußballmagazins FourFourTwo Rooney in seine Liste der zehn besten Spieler Australiens außerhalb der A-League auf.
Im Sommer 2008 unterzeichnete der Stürmer einen Vertrag beim Sydney FC für das Jugendteam in der neu gegründeten National Youth League. Nachdem er mit neun Treffern aus acht Einsätzen die Torschützenliste der Jugendliga anführte, bot ihm Ende 2008 der Ligakonkurrent Newcastle United Jets einen Vertrag für das Profiteam an, um den verletzten Stürmer Jason Naidovski zu ersetzen. Rooney nahm das Angebot an und gab am 14. Dezember gegen Queensland Roar sein Profidebüt.
Sein erstes Pflichtspieltor für die Jets erzielte er im Mai 2009 in der AFC Champions League. Durch seinen 2:1-Siegtreffer in der letzten Minute der Nachspielzeit gegen Beijing Guoan gelang den Jets letztlich der Einzug ins Achtelfinale. Einen Monat später unterzeichnete er bei Newcastle einen neuen Zwei-Jahres-Vertrag.
Im März 2009 wurde Rooney erstmals in ein Trainingslager der australischen U-20-Auswahl eingeladen, das als Vorbereitung für die Junioren-WM 2009 im September in Ägypten diente. Bei der WM-Endrunde kam er in allen drei Vorrundenpartien zum Einsatz, als die australische Elf ohne Punktgewinn ausschied.
In der australischen Medienlandschaft wird Sean Rooney wegen einiger Ähnlichkeiten mit dem englischen Stürmerstar Wayne Rooney verglichen, so verfügt Sean ebenfalls über einen tiefen Körperschwerpunkt, wirkt untersetzt und gilt als Heißsporn.